# Rio Taedong
O Taedong é um rio na Coreia do Norte, com uma extensão de 439 km.
O rio nasce nas montanhas de Nangnim, na província de Hamgyong Sul e corre pela capital do país, Pyongyang.